# レ・ティ・ルー

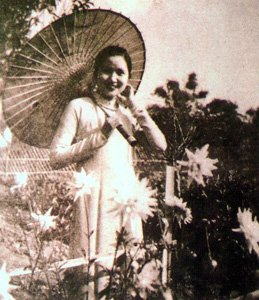
傘を持つレ・ティ・ルー(1940年)

レ・ティ・ルー（黎氏榴, 1911年1月19日 - 1988年6月6日）は、ベトナムの女性画家。 16歳で、ヴィクトール・タルデューがハノイに設立したベトナム美術大学の最初の女子学生となった。同校の数少ない女性卒業生の1人である。マイ・チュン・トゥ、 レ・フォー、ヴ・カオ・ダンらとともに、1930年代にパリに移住して活躍した4人のベトナム人芸術家の1人である。 1971年に引退するまで、美術教師としてフランスで多くの作品を制作した。

## 生い立ち
レ・ティ・ルーは1911年1月19日、北ベトナムのハバック州、ザーラム県、トーコイ（現在のハノイ）に生まれた。父親のレ・ヴァン・クーはフランス式の教育を受け、後の編集長や国会議員を含む社交界に出入りする公務員であった。
2人の姉は教職大学に入学したが、ルーは1926年にインドシナ美術学校（ベトナム美術大学の前身）を選択した。在学中、ヌードのデッサンを学んだが、当時ヌードのポーズをとってくれるのは刑務所の受刑者だけであった。男性ばかりのクラスで唯一の女学生であったため、しばしば仲間はずれにされ、男子学生は嫉妬と偏見から彼女の作品を冒涜することさえあった。
後に、ブオイ学校やハンバイ学校（ハノイ）、ギアディン美術学校（サイゴン）などの名門校の教授となった。ブオイ学校の教師として輩出したファン・ケアンは後に著名な画家となった。

## 作品
作品は古典主義や印象主義に大きな影響を受けており、それは作品に溢れた生命力と色彩に顕著に表れている。しばしば油彩と絹を使用し、グアッシュやインクも試みつつ、作品に柔らかくメランコリックな感覚を与えている。

### 作品における女性性
彼女の作品の主題は、主に女性と子供である。 
例えば、以下の作品が挙げられる。
- 花束を持った少女、インクとグアッシュ、絹、制作時期不明
- 女性と子ども、インクとグアッシュ、絹、1960年代頃
- 信頼 (打ち解ける女性たち), インクとグアッシュ、絹、1938年
- 4本足の競争 (手と膝のレース), グアッシュ、絹本、1970年
- 母と子供、 グアッシュ、絹本、1968年